# Giovanni Pietro Bellori
Giovanni Pietro Bellori, conocido también como Gian Pietro Bellori o Giovan Pietro Bellori, (Roma, 15 de enero de 1613-19 de febrero de 1696) fue un escritor y crítico artístico italiano. Fue uno de los biógrafos más importantes de los artistas del Barroco italiano en el siglo XVII. Historiador del arte fue considerado por muchos como el equivalente de época barroca de Giorgio Vasari.

## Biografía
Sobrino predilecto del anticuario, coleccionista y escritor Francesco Angeloni, propietario en Roma de una casa-museo en la que Bellori creció y conoció el arte gracias a las visitas de muchas personalidades ilustres de la época que venían a hospedarse en casa de su tío. Artistas del calibre de Domenichino, Nicolas Poussin, Andrea Sacchi, e importantes eruditos y escritores entre los que cabe mencionar a Vincenzo Giustiniani y Giovanni Battista Agucchi. Se inscribió muy pronto en la Accademia Nazionale di San Luca, pero rápidamente comprendió que su inclinación era la de escribir sobre arte más que la de practicarla en primera persona.
En 1664 Bellori se hizo protagonista de un célebre discurso precisamente dentro de la Academia romana, en la que refirió su teoría sobre la idea de lo bello, según la cual se debía buscar la belleza dentro de la naturaleza y del redescubrimiento de los cánones de belleza clásicos para alejarse de las teorías de fines del siglo XVI del manierismo. Esta conferencia se transformó en 1672 en el prólogo de su publicación más importante que recoge las biografías de los más famosos artistas del siglo XVII: Le vite de' pittori, scultori et architetti moderni.
El punto de partida de su descubrimiento de la belleza ideal es seguramente el arte de Rafael y la filosofía de Platón. Las teorías del filósofo griego son asumidas por Bellori y reelaboradas bajo un nuevo vestido: si para los platónicos el arte no era otra cosa que una imitación de lo que era el sublime mundo de las ideas ya ínsito dentro de la mente del artista ejecutor de la obra de arte, para Bellori este concepto se desarrolló ulteriormente colocando en primer lugar el rol fundamental de la naturaleza. Según el crítico las ideas no están presentes a priori en la mente humana sino que son inspiradas gracias a la contemplación de la naturaleza.
Entre los artistas contemporáneos, Bellori apreció particularmente la obra de Guido Reni, de Nicolas Poussin, de Sacchi, de su pupilo Maratta y sobre todo de Annibale Carracci, puesto como ejemplo de su concepto de belleza ideal, en contraposición al arte de Caravaggio, acusado por él de copiar mecánicamente las realidades sin el fundamental uso del entendimiento. La belleza según Bellori se alcanzaba contemplando la naturaleza pero luego reelaborándola a través de las ideas que se desarrollaban tras la contemplación de esta.
Giorgio Vasari y Leon Battista Alberti estaban entre los escritores más apreciados por Bellori, como ellos consideraba que el «diseño» era el elemento fundamental de todo el arte y que estaba como fundamento de la escultura y de la pintura. Junto al diseño era importante la prudencia del artista con la que podría tomar una serie de decisiones y realizar diversas pruebas antes de obtener un resultado final. La belleza era alcanzada a través de una serie de etapas ponderadas en las que el artista inspirado por la naturaleza encontraba su recorrido propio que lo llevaba a la obra final.
Bellori en su vida tuvo importantes encargos, fue encargado y anticuario de las colecciones del Papa Clemente X. En 1671 fue secretario de la Accademia di San Luca y finalmente bibliotecario y anticuario de la reina Cristina de Suecia. Murió en el año 1696 en Roma.

## Obras
- L'Idea del pittore, dello scultore e dell'architetto scelta dalle. bellezze naturali superiore alla Natura (1664), discurso-prefacio del libro Vite...);
- Vite de' pittori, scultori e architecti moderni (1672);
- Imagines veterum philosophorum (1685);
- Veteres arcus Augustorum (1690);
- Admiranda Romae antiquae vestigia (1693);
- Gli antichi sepolcri (1699);
- la Colonna Antoniniana (1704);
- Pitture antiche delle grotte di Roma e del sepolcro dei Nasoni (1706)